# Силезия
Силезия (на полски: Śląsk (Шльонск); на немски: Schlesien; на чешки: Slezsko) е исторически регион в Централна Европа.
Преобладаващата част от региона се намира на територията на съвременна Полша, а по-малки дялове — в Чехия и Германия. Разположен е по горното и средно течение на Одер и по протежението на Судетите.
В местния силезки език или диалект регионът се нарича Ślonsk или Ślunsk. Най-големият град на Силезия е Вроцлав.
Полската част от региона е разпределена в следните войводства:
- Великополско войводство
- Малополско войводство
- Долносилезко войводство
- Любушко войводство
- Ополско войводство
- Силезко войводство

Ополското и Силезкото войводство образуват заедно Горна Силезия. По-голямата част от дела в Чехия, известен като Чешка Силезия, е обединен със северната част на Моравия в Моравско-силезки край, а останалата формира малка част от Оломоуцки край. Германският дял от региона представлява град Гьорлиц и областта Долносилезка Горна Лужица в провинция Саксония.
През Средновековието Силезия е притежание на Пястите, докато не става подвластна на бохемската корона по времето на Свещената Римска империя, като от 1526 г. регионът е владение на Хабсбургите. През 1742 г. голяма част от региона е превзет от пруския крал Фридрих II през Войната за австрийското наследство. Този дял бил поделен между пруските провинции Горна и Долна Силезия до 1945 г., когато по-голямата част от региона влиза в границите на Полша. Частта от Силезия, която по това време е запазена от Австрия, сега е на територията на Чехия.